# Amyris
Genre
Classification APG III (2009)
Amyris est un genre de plantes à fleurs de la famille des rutacées. Le nom générique dérive du grec αμυρων (amyron), qui signifie « fortement odorant » en référence à l'odeur très prononcée de la résine. Les espèces appartenant à ce genre sont globalement désignées par le terme de bois chandelle ou bois torche (en anglais torchwoods) en raison du caractère hautement inflammable de leur bois.

## Usages
Le tronc des différentes espèces d'amyris exsude de l'« élémi », un type de baume (oléorésine) qui contient des acides élémiques, des sesquiterpènes et des triterpènes liquides comme l'α- et la β-amyrine entre autres molécules. Ces plantes ont un usage médicinal[réf. nécessaire] et en laquerie. On utilise souvent leur bois pour confectionner des torches et comme combustible. Sa forte teneur en résine donne au feu de ce bois une lumière éclatante et il brûle bien même s'il est vert. En outre, le bois est dur, lourd, de texture fine, brillant au polissage, et répulsif pour les termites. Des huiles essentielles contenant des caryophyllènes, des cadinènes, et des cadinols sont extraites d' A. balsamifera et d' A. elemifera. Elles sont utilisées dans la fabrication de vernis, de parfums, de remèdes phytothérapiques, de cosmétiques de savons et d'encens.
Des composés chimiques connus sous le nom d'amides chromenylés ont été isolés à partir d 'Amyris plumieri et ont démontré une certaine action inhibitrice sur le cytochrome P450, ce qui leur conférerait des propriétés anticancéreuses

## Espèces
- Amyris balsamifera L. – Balsamier bois de rose, (en anglais Balsam Torchwood)
- Amyris diatrypa Spreng. – Hairy Torchwood
- Amyris elemifera L. – Bois chandelle blanc (en anglais Sea Torchwood) (Floride, Caraïbes, Amérique Centrale)
- Amyris madrensis S.Watson – Mountain Torchwood
- Amyris polymorpha Urb. (Cuba)
- Amyris texana (Buckley) P.Wilson – Texas Torchwood, Chapotillo[7],[8],[3]

Selon (en) World Flora Online : Amyris  (+descriptions) :
- Amyris abeggii Ekman ex Urb.
- Amyris amazonica Cornejo & Kallunki
- Amyris apiculata Urb. & Ekman
- Amyris attenuata Standl.
- Amyris axilliflora Griseb.
- Amyris balsamifera L.
- Amyris barbata Lundell
- Amyris brachybotrys Turcz.
- Amyris brenesii Standl.
- Amyris carterae Rebman & F.Chiang
- Amyris centinelensis Cornejo
- Amyris chiapensis Lundell
- Amyris conzattii Standl.
- Amyris cordata I.M.Johnst.
- Amyris crebrinervis Gereau
- Amyris cubensis (Borhidi & Acuña) Beurton
- Amyris diatrypa Spreng.
- Amyris elemifera L.
- Amyris filipes Lundell
- Amyris granulata Urb.
- Amyris guatemalensis Lundell
- Amyris guianensis Aubl.
- Amyris humboldtii Krug & Urb.
- Amyris ignea Steyerm.
- Amyris intermedia Urb. & Ekman
- Amyris lineata C.Wright ex Griseb.
- Amyris lurida Lundell
- Amyris macrocarpa Gereau
- Amyris madrensis S.Watson
- Amyris maestrensis A.Bordhidi & Kereszty
- Amyris magnifolia Gómez-Laur. & Q.Jiménez
- Amyris marshii Standl.
- Amyris metopioides Zanoni & M.M.Mejía
- Amyris mexicana Lundell
- Amyris monofoliaris P.E. Sánchez
- Amyris monophylla Brandegee
- Amyris multijuga Turcz.
- Amyris oblanceolata A.Pool
- Amyris pernambucensis Arruda
- Amyris phlebotaenioides Urb. & Ekman
- Amyris pinnata Kunth
- Amyris polymorpha Urb.
- Amyris polyneura Urb.
- Amyris pungens Urb.
- Amyris purpusii P.Wilson
- Amyris rekoi S.F.Blake
- Amyris rhomboidea Standl.
- Amyris robinsonii DC.
- Amyris sandemanii Sandwith
- Amyris staminosa Lundell
- Amyris stromatophylla P.Wilson
- Amyris sylvatica Jacq.
- Amyris terebinthifolia Ten.
- Amyris texana (Buckley) P.Wilson
- Amyris thyrsiflora Turcz.
- Amyris trimera Krug & Urb.
- Amyris verrucosa Borhidi & Kereszty
- Amyris vestita Lundell

### Espèces anciennement classées sous ce genre
- Atalantia simplicifolia (Roxb.) Engl. (ex A. simplicifolia Roxb.)
- Boswellia papyrifera (Delile ex Caill.) Hochst. (ex A. papyrifera Delile ex Caill.)
- Canarium zeylanicum (Retz.) Blume (ex A. zeylanica Retz.)
- Clausena anisata (Willd.) Hook.f. (ex A. anisata Willd. or A. dentata Willd.)
- Clausena heptaphylla (Roxb. ex DC.) Wight & Arn. ex Steud.  (as A. heptaphylla Roxb. ex DC.)
- Commiphora gileadensis (L.) C.Chr. (ex A. gileadensis L. or A. opobalsamum L.)
- Commiphora kataf (Forssk.) Engl. (ex A. kataf Forssk.)
- Metopium toxiferum (L.) Krug & Urb. (ex A. toxifera L.)
- Schinus polygama (Cav.) Cabrera (ex A. polygama Cav.)[7]